# Ignatovka
Ignatovka (in russo Игнатовка?) è un insediamento di tipo urbano della Russia europea, situato nel rajon Majnskij dell'oblast' di Ul'janovsk.
Si trova 19 km a sud di Majna (il centro distrettuale).